# Ледвилл Трейл 100
Ледвилл Трейл 100 (англ. Leadville Trail 100 Run) — ультрамарафон, ежегодно проводимый по трейлам и грунтовым дорогам около Ледвилла, Колорадо посреди Скалистых гор. Первый старт состоялся в 1983 году. Бегуны делают общий набор высоты около 4700 м, высотность варьируется между 2800-3800 м. В целом, меньше половины стартующих могут уложиться в 30-часовой лимит прохождения дистанции.

## Трасса
Дистанция составляет 100 миль туда-обратно, старт дается на высоте 3100 м. Центральная часть трассы — прохождение трейла Хоуп Пасс до 3800 м, как по пути вперед, так и назад.

## История забега и рекорды
Сооснователь пробега Кеннет Клаубер, заядлый марафонец, задумал пробег, чтобы сделать Ледвилл знаменитым и привлечь туристов во времена экономического упадка. Когда он поделился своей идеей с администратором местной больницы, тот ответил: «Ты спятил! Ты убьешь там кого-нибудь!». На что Клаубер ответил «Ну что ж, тогда мы будем знамениты, не так ли?»
Ледвилл — один из четырёх 100-мильников в США, составляющих «Западную Серию», в которую входят следующие пробеги: Ледвилл 100, Вестерн Стейтс в Северной Калифорнии, Уосатч Фронт 100 в Юте и Анджелес Крест 100 в Южной Калифорнии. Ледвилл также является частью Большой Серии Ультрараннинга (Вермонт 100, Вестерн Стейтс, Ледвилл Трейл 100 и Уосатч Фронт 100. Изначально в серии вместо пробега Вермонт 100 был пробег Олд Доминьон 100) вариативной частью серии «Скалистые горы» (Хардрок 100 плюс три из четырёх других забегов в Скалистых горах: Ледвилл, Беар 100, Бигхорн 100 или Уосатч Фронт 100). Ледвилл Трейл 100 также является квалификационным пробегом для Хардрок 100.
(Эта информация может быть устаревшей, свяжитесь для уточнения с организаторами Хардрок 100).
Ледвилл стал местом дебюта бегунов из мексиканского племени Тараумара. В 1992 Тараумара впервые появились там, чтобы пробежать за пределами своей домашней обстановки. Гид по дикой местности Рик Фишер и ультрамарафонка Китти Уильямс привезли их в Ледвилл. Однако эксперимент с треском провалился. Оказалось, проблема была психологической, а именно, незнакомые тропы и странные привычки Севера. Индейцы скромно стояли на станциях помощи, ожидая, когда им предложат еду. Фонарики у них смотрели вверх, а те не понимали, что эти «факелы» нужно одевать на лоб, чтобы освещать путь впереди. Вся пять бегунов Тараумара снялись не пробежав и половины. В 1993 и 1994 Тараумара вернулись, чтобы отомстить за тот провал, и выиграли забег оба года подряд. В 1993 52-летний Викториано Чурро пришел первым, а за ним 41-летний Серрильдо. В 1994 пять индейцев соревновались с Энн Трейсон, гонка, хорошо известная беговому сообществу по книге Кристофера Макдугла «Рождённый бежать». 25-летний Хуан Геррера выиграл тогда с рекордным временем 17:30. Этот рекорд держался 8 лет, пока не был улучшен Чэдом Риклефсом в 2002 (17:23), затем снова Полом Девиттом в 2004, и наконец, действующим обладателем является Мэтт Карпентер, который он установил в 2005. Тогда время Трейсон в 18:06 было вторым в общем зачете и до сих пор является рекордом трассы у женщин.

### Финишеры
Мэт Карпентер является действующим обладателем рекорда трассы у мужчин со временем 15 часов 42 минуты (2005). Издатель журнала Colorado Runner Дерек Гриффитс сказал после его финиша: «Для него это была идеальная гонка. Он финишировал при дневном свете, громко говоря — никто никогда такого не делал. Думаю, что поднял планку бега на дистанциях ультра на новый уровень».
Энн Трейсон держит рекорд трассы у женщин — 18:06.24, который она установила в 1994.
Чарльз Уильямс является обладателем рекорда как самый возрастной участник. В 1999 он пробежал эту дистанцию в возрасте 70 лет. Он был запечатлен в августовском номере журнала GQ, который сравнил его подготовку к забегу с тренировкой профессионального игрока в футбол.
В 2003 Билл Финкбайнер стал первым человеком, получившим пряжку «2000 миль Ледвилла» за 20 финишей в этом пробеге. Finkbeiner, Тим Твитмайер на Вестерн Стейтс, Рик Гейтс на Уосатч Фронт 100, Юсси Хамалайнен и Гэри Карри на Анджелес Крест 100 — ещё одни ультрамарафонцы современности, финишировавшие 20 раз на 100-мильниках. В 2014 Эрик Пенс и Кирк Эпт также финишировали в своем двадцатом забеге Ледвилл 100.

## Серия соревнований в Ледвилле
Ледвилл Трейл 100 — одно из шести соревнований под логотипом Ледвилл Трейл. Трейл 100 10К — открытое соревнование, проводимое за неделю до старта основной дистанции, где трасса включает первые и последние километры дистанции на 100 миль.
В 1994 году было добавлено соревнование на горных велосипедах Ледвилл Трейл 100 МТБ. Мероприятие проходит по трассе примерно параллельной забегу, некоторые участки совпадают. Оно проводится в те же выходные, что и забег на 10К. В этом соревновании участвовали такие велосипедисты как Дэвид Уинс, Лэнс Армстронг и Флойд Лэндис. В 2010 Леви Лайфаймер выиграл Ледвилл Трейл 100 МТБ с новым рекордом трассы в 6:16:37, побив предыдущий рекорд Армстронга в 6:28:50, установленный в 2009.
Силвер Раш МТБ — ещё одно соревнование на горных велосипедах длиною в 50 миль. Трасса проходит через районы шахт к востоку от Ледвилла. Силвер Раш 50 — забег на 50 миль, стартовавший в 2008. Забег следует по тому же маршруту, что и трасса велосипедистов. Забег проводится в конце июля, на следующий день после соревнования велосипедистов. Участники, финиширующие в обоих соревнованиях получают награду Серебряный Король или Серебряная Королева.
Марафон Ледвилл Трейл — забег на 26,2 миль (42 км) через районы шахт к востоку от Ледвилла. Проводится ежегодно в июле. Середина трассы — перевал Москито Пасс, высота которого составляет более 4000 м. В 2006 в рамки соревнования был включен «тяжелый» полумарафон в 15 миль, который проводится в тот же день, а трасса идет до вершины перевала Москито Пасс.
Участник, кто официально финиширует в забеге на 100 миль, велосипедном заезде 100 МТБ, марафоне и в забеге или заезде Силвер Раш, а также 10К называется «Ледмен» или «Ледвумен», титул, соотносящийся с триатлоном Ironman. Чарльз Байби на данный момент имеет больше всего титулов Ледмен, он финишировал во всех соревнованиях 9 раз (2007—2010, 2012—2016). В 2015 Дзюнко Кадзукава пробежала всю Большую Серию Ультрараннинга и серию Ледвумен, став, таким образом, первым человеком, кто финишировал в обоих соревнованиях за один год.